# مايك جونسون (لاعب كرة قدم أمريكية)
مايك جونسون (بالإنجليزية: Mike Johnson)‏ هو مدرب رياضي أمريكي، ولد في 2 مايو 1967 في لوس أنجلوس في الولايات المتحدة.